# Australische pitta
De Australische pitta (Pitta versicolor) is een vogelsoort uit de familie van pitta's (Pittidae).

## Kenmerken
De Australische pitta is 17,5 tot 21 cm lang en heeft een licht okerkleurige borst en een stevige snavel. De kop en de nek zijn zwart en de kruin is kastanjekleurig bruin. Deze pitta lijkt in vlucht op een ijsvogel met blauwgroene rug een bovenvleugel en duidelijke witte stippen op de donkere vleugelpennen.

## Leefwijze
Hoewel de dieren kunnen vliegen, geven ze er doorgaans de voorkeur aan om op de grond te blijven. Hun voedsel vinden ze op bosbodem en bestaat uit ongewervelde dieren zoals insecten en slakken. Slakken worden kapotgeslagen op een speciaal voor dit doel uitgekozen steen of stuk hout.

## Verspreiding en leefgebied
De Australische pitta is endemisch in Australië en Nieuw-Guinea). Het is een vogel die leeft in bergachtig gebied met vochtig, (sub)tropisch bos en delen met struikgewas, soms ook in vochtig Eucalyptusbos.
De soort telt drie ondersoorten:
- P. v. simillima: zuidoostelijk Nieuw-Guinea en het Kaap York-schiereiland in noordoostelijk Australië.
- P. v. intermedia: noordoostelijk en centraal Queensland.
- P. v. versicolor: zuidoostelijk Queensland en noordoostelijk New South Wales.

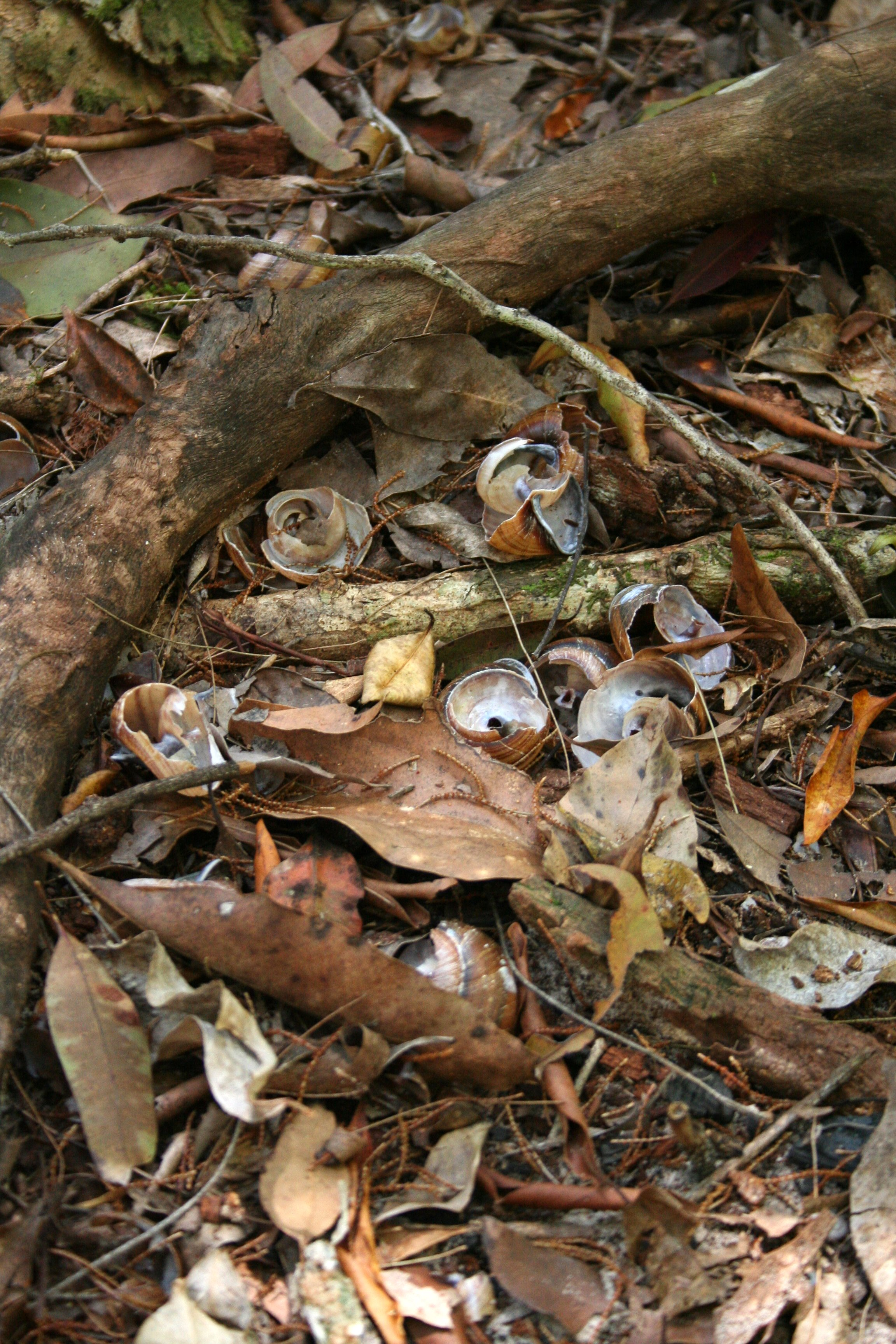
Plaats waar pitta slakken kapotslaat

## Status
De grootte van de populatie is niet gekwantificeerd, maar er is geen aanleiding te veronderstellen dat de soort bedreigd wordt in zijn voortbestaan, daarom staat de Australische pitta als niet bedreigd op de Rode Lijst van de IUCN.